# Krasnogórki
Krasnogórki, Krasnohorka (biał. Краснагоркі; ros. Красногорки) – wieś na Białorusi, w obwodzie mińskim, w rejonie nieświeskim, w sielsowiecie Horodziej, przy drodze R2.

## Historia
W dwudziestoleciu międzywojennym wieś i folwark leżące w Polsce, w województwie nowogródzkim, w powiecie nieświeskim, w gminie Horodziej. W 1921 wieś liczyła 303 mieszkańców, zamieszkałych w 55 budynkach, wyłącznie Białorusinów wyznania prawosławnego. Folwark liczył zaś 19 mieszkańców, zamieszkałych w 4 budynkach, w tym 11 Polaków i 8 Białorusinów. 10 mieszkańców było wyznania prawosławnego i 9 rzymskokatolickiego.
Po II wojnie światowej w granicach Związku Sowieckiego. Od 1991 w niepodległej Białorusi.
W Krasnogórkach urodził się polski lekarz i działacz oświatowy prof. Szczęsny Bronowski.